# Loi du 10 juillet 1965 fixant le statut de la copropriété des immeubles bâtis
 (janvier 2024).
La loi n° 65-557 du 10 juillet 1965 fixant le statut de la copropriété des immeubles bâtis est une loi française qui régit la copropriété en France.
Remaniée et complétée à diverses reprises, et notamment par la loi ELAN de 2018, elle est le fondement du statut juridique de la copropriété, fixant notamment les droits et devoirs des copropriétaires, du syndicat des copropriétaires, du syndic.
Elle est complétée par un décret du 17 mars 1967 (décret n°67-223 du 17 mars 1967 pris pour l'application de la loi n° 65-557 du 10 juillet 1965 fixant le statut de la copropriété des immeubles bâtis.)